# Abdallah Lamrani
Abdallah Lamrani (en arabe : عبدالله العمراني), né en 1946 au Maroc et mort le 14 avril 2019[réf. nécessaire], est un joueur de football international marocain qui évoluait au poste de défenseur.

## Biographie

### Carrière en sélection
Avec l'équipe du Maroc, Abdallah Lamrani figure dans le groupe des sélectionnés lors de la coupe du monde de 1970. Lors du mondial organisé au Mexique, il joue deux matchs : contre le Pérou et l'Allemagne.
Il participe également aux JO de 1972.

## Sélections en équipe nationale "A"
1. 31/10/1965 Algérie - Maroc Alger 0 - 0 Amical
2. 24/11/1966 Algérie - Maroc Alger 2 - 2 Amical
3. 22/02/1967 RFA - Maroc Karlsruhe 5 - 1 Amical
4. 17/03/1968 Maroc - Algérie Casablanca 0 - 0 Amical
5. 05/01/1969 Sénégal - Maroc Dakar 2 - 1 Elim. CM 1970
6. 13/02/1969 Maroc – Sénégal Las Palmas 2 - 0 Elim. CM 1970
7. 09/03/1969 Algérie - Maroc Alger 2 - 0 Elim. CAN 1970
8. 22/03/1969 Maroc - Algérie Agadir 1 - 0 Elim. CAN 1970
9. 27/04/1969 Tunisie - Maroc Tunis 0 - 0 Elim. CM 1970
10. 18/05/1969 Maroc - Tunisie Casablanca 0 - 0 Elim. CM 1970
11. 13/06/1969 Maroc - Tunisie Marseille 2 - 2 Elim. CM 1970
12. 21/09/1969 Maroc - Nigeria Casablanca 2 - 1 Elim. CM 1970
13. 10/10/1969 Soudan - Maroc Khartoum 0 - 0 Elim. CM 1970
14. 26/10/1969 Maroc - Soudan Casablanca 3 - 0 Elim. CM 1970
15. 30/10/1969 Algérie - Maroc Alger 1 - 0 Amical
16. 08/11/1969 Nigeria - Maroc Ibadan 2 - 0 Elim. CM 1970
17. 03/06/1970 RFA - Maroc Leon 2 - 1 CM 1970
18. 06/06/1970 Pérou - Maroc Leon 3 - 0 CM 1970
19. 10/12/1970 Algérie - Maroc Alger 3 - 1 Elim. CAN 1972
20. 27/12/1970 Maroc - Algérie Casablanca 3 - 0 Elim. CAN 1972
21. 16/04/1971 Egypte – Maroc Le Caire 3 - 2 Elim. CAN 1972
22. 29/01/1972 Maroc - Roumanie Maroc 2 - 4 Amical
23. 25/02/1972 Congo - Maroc Douala 1 - 1 CAN 1972
24. 27/02/1972 Soudan - Maroc Douala 1 - 1 CAN 1972
25. 29/02/1972 Zaire - Maroc Douala 1 - 1 CAN 1972
26. 19/11/1972 Maroc - Sénégal Agadir 0 - 0 Elim. CM 1974
27. 03/12/1972 Sénégal - Maroc Dakar 1 - 2 Elim. CM 1974
28. 11/02/1973 Guinée - Maroc Conakry 1 - 1 Elim. CM 1974
29. 25/02/1973 Maroc – Guinée Tétouan 2 - 0 Elim. CM 1974
30. 20/05/1973 Côte d’Ivoire - Maroc Abidjan 1 - 1 Elim. CM 1974
31. 03/06/1973 Maroc – Côte d’Ivoire  Tétouan 4 - 1 Elim. CM 1974
32. 21/10/1973 Zambie – Maroc Lusaka 4 - 0 Elim. CM 1974
33. 31/10/1973 Algérie - Maroc Alger 2 - 0 Amical
34. 25/11/1973 Maroc - Zambie Tétouan 2 - 0 Elim. CM 1974

## Les matchs olympiques
1. 08/03/1964  Casablanca Maroc v Nigeria 4 - 1 Elim. JO 1964
2. 09/06/1968 Casablanca Maroc v Ghana 1 - 1 Elim. JO 1968
3. 23/04/1972  Tunis Tunisie v Maroc 3 - 3 Elim. JO 1972
4. 30/04/1972  Casablanca Maroc v Mali 2 - 1 Elim. JO 1972
5. 14/05/1972 : Casablanca Maroc v Tunisie 0 - 0 Elim. JO 1972
6. 27/08/1972 : Augsbourg USA v Maroc 0 - 0 JO 1972
7. 29/08/1972 : RFA v Maroc 3 - 0 JO 1972
8. 31/08/1972 : Ingolstadt Malaisie v Maroc 0 - 6 JO 1972
9. 03/09/1972 : Munich URSS v Maroc 3 - 0 JO 1972
10. 08/09/1972 : Nuremberg Pologne v Maroc 5 - 0 JO 1972